# Madlen Astor
Mаdlеn Tаlmidž Fors ili Mаdlеn Аstor (engl. Madeleine Talmage Force ili Madeleine Astor) je bila jedna od osoba koja je preživela potonuće Titanika.
Rođena je 19. juna 1893. u Njujorku, kao mlađa ćerka Vilijema Hеrlbuta Forsa i Ketrin Arvil Tаlmidž. Starija sestra joj se zvala Ketrin Emons Fors. Godine 1910 upoznala је bogataša Džona Džejkoba Astora, za kojeg se udala u septembru 1911, iako je od supruga bila mlađa 29 godina. Njihove bračne razmirice su često dospevale na stranice "žute štampe". Nakon provedenog medenog meseca u Egiptu, par se ukrcao na Titanik. Madlen je u to vreme bila trudna, a sina je rodila u avgustu te godine. Telo njenog supruga pronađeno je nekoliko dana nakon brodoloma. Nakon toga se udala za italijanskog boksera Enca Fjermontea. Nakon razvoda je uzela prezime Dik.
Umrla je od infarkta 27. marta 1940. u Palm Biču.